# Prurido
O prurido (do latim "pruritu"), designado também por coceira ou comichão, corresponde a uma sensação desagradável causada por doenças ou agentes irritantes, que levam o indivíduo a coçar-se em procura de alívio, e constitui uma das queixas mais comuns dentro das patologias dermatológicas.
Os receptores de prurido são encontrados, exclusivamente, na pele, mucosas e córnea. Trata-se de terminações nervosas desmielinizadas com formato semelhante a uma escova (peniciliforme). Usualmente, o prurido é causado por uma doença cutânea primária com lesão e exantema resultantes, todavia pode ocorrer sem estes. Este é o denominado prurido essencial que, geralmente, estabelece-se de maneira rápida interferindo com as atividades cotidianas normais. O prurido costuma ser relatado com maior intensidade à noite, sendo relatado com pouca frequência durante o período em que a pessoa está desperta, provavelmente porque esta se encontra distraída com outras atividades.
Pode ser o primeiro sinal de uma doença sistêmica interna (por exemplo: diabetes, distúrbios hematológicos ou câncer). Os medicamentos podem também causar prurido (morfina, antibióticos, aspirina, hormônios estrogênios e testosterona, contraceptivos orais, etc). Estão, ainda, associados ao prurido certos tipos de saponáceos, radioterapia, miliária (assadura), contato com roupas de lã, e vários fatores psicológicos como o estresse.
O ato de arranhar-se, para se coçar, faz com que as células e terminações nervosas inflamem-se e liberem histamina, produzindo, desta forma, mais prurido, gerando um círculo vicioso de prurido-arranhadura. Ao responder ao prurido com arranhadura produz-se uma alteração na integridade cutânea, podendo resultar em rubor, escoriação, áreas elevadas (urticária), infecção, alteração na pigmentação. O prurido na sua forma mais grave pode ser incapacitante.

## Prurido Perianal
As regiões anal e genital também podem ser acometidas por prurido. Isto pode se dar por pequenas partículas de material fecal alojadas nas fendas perianais ou presas aos pêlos anais, ou ainda, por lesão cutânea perianal causada por arranhadura, umidade e diminuição da resistência cutânea em conseqüência de tratamento medicamentoso com corticosteróides ou antibióticos.
Outras causas de prurido perianal: escabiose, pediculose, hemorróida, infecção fúngica, oxiurose, diabetes, anemia, hipertireoidismo e gestação.
A candidíase , o líquen escleroso,a herpes genital e a psoríase genital  também são causas de prurido genital.

## Terapia Farmacológica
Os anti-histamínicos orais são os medicamentos mais eficientes no combate ao prurido, pois podem superar os efeitos da liberação de histamina decorrente da lesão de mastócitos. A difenidramina ou a hidroxizina (anti-histamínicos sedantes) prescritos com dosagem sedativa na hora de dormir podem proporcionar um sono reparador e reconfortante. Já a fexofenadina (anti-histamínico não sedante) pode ser utilizado para aliviar o prurido durante o dia.
Prurido de origem neuropsicogênica pode ser combatido com antidepressivos tricíclicos (ex.: doxepina).
Todavia, se o prurido persistir, deve-se pesquisar um problema de origem sistêmica.